# Rachid Bourabia
Rachid Bourabia, né le 22 mars 1985 à Dijon en France, est un footballeur franco-marocain. Il évolue actuellement au CS Sedan Ardennes comme milieu de terrain.